# Drohiczyn (gromada)
Drohiczyn – dawna gromada, czyli najmniejsza jednostka podziału terytorialnego Polskiej Rzeczypospolitej Ludowej w latach 1954–1972.
Gromady, z gromadzkimi radami narodowymi (GRN) jako organami władzy najniższego stopnia na wsi, funkcjonowały od reformy reorganizującej administrację wiejską przeprowadzonej jesienią 1954 do momentu ich zniesienia z dniem 1 stycznia 1973, tym samym wypierając organizację gminną w latach 1954–1972.
Gromadę Drohiczyn z siedzibą GRN w mieście Drohiczyn utworzono 1 stycznia 1958 w powiecie siemiatyckim w woj. białostockim z obszaru zniesionych gromad Sieniewice, Wólka Zamkowa i Zajęczniki.
1 stycznia 1959 do gromady Drohiczyn przyłączono wieś Chutkowice ze zniesionej gromady Putkowice Nadolne.
31 grudnia 1959 do gromady Drohiczyn przyłączono obszar zniesionej gromady Miłkowice-Maćki.
Gromada przetrwała do końca 1972 roku, czyli do kolejnej reformy gminnej. Z dniem 1 stycznia 1973 roku reaktywowano zniesioną w 1954 roku gminę Drohiczyn.